# Gurgesiella
Gurgesiella – rodzaj ryb chrzęstnoszkieletowych z rodziny Gurgesiellidae.

## Rozmieszczenie geograficzne
Do rodzaju należą gatunki występujące w wodach zachodniego i południowo-zachodniego Oceanu Atlantyckiego oraz południowo-wschodniego Oceanu Spokojnego.

## Morfologia
Długość ciała do 53 cm.

## Systematyka
Rodzaj zdefiniował w 1959 roku hiszpański ichtiolog Fernando de Buen y Lozano w artykule poświęconym wstępne uwagom na temat głębinowej fauny morskiej Chile, wraz z diagnozą rodziny płaszczek i opisami dwóch nowych rodzajów i siedmiu nowych gatunków, opublikowanym w czasopiśmie Boletim do Museu Nacional de Chile. Gatunkiem typowym jest (oryginalne oznaczenie (także monotypowe)) G. furvescens.

### Etymologia
Gurgesiella: prawdopodobnie od łac. gurges, gurgitis ‘głębia’; przyrostek zdrabniający -ella; w aluzji do głębinowego siedliska G. furvescens.

### Podział systematyczny
Do rodzaju należą następujące gatunki:
- Gurgesiella atlantica (Bigelow & Schroeder, 1962)
- Gurgesiella dorsalifera McEachran & Compagno, 1980
- Gurgesiella furvescens de Buen, 1959